# 津田ひかる
津田 ひかる（つだ ひかる、1991年8月31日 - ）は、日本の熊本県を中心に活動するローカルタレント。元テコンドー選手。

## 略歴
熊本県阿蘇市（旧阿蘇郡一の宮町）出身。
学生時代はテコンドー選手として全日本選手権での複数回の優勝歴があり、2008年の世界ジュニア選手権や2010年のアジア選手権への出場歴もある。
選手としては2014年に引退。のち社会人を経て、RKKラジオのミミーキャスター43期生として2016年10月3日から2020年3月末迄、約3年半活動。その後はタレントに転身し、テコンドーの指導にもあたる。
2021年12月7日、レギュラー出演する番組「ラジてん」（RKKラジオ）及び自身のInstagram、Twitterにて、入籍を発表。

## 人物・エピソード
愛称は「ツーダ」、「津田ちゃん」等。

### テコンドー
弟の影響で始めたテコンドーを長年続けており、高校1年時には韓国の女子高校へテコンドー留学していた。先述の通り全国大会での複数回の優勝歴もある。

## 現在の出演番組等
ラジオ
RKKラジオ
- ラジてん（月・火MC　2020年9月28日 - ）
  - 番組立ち上げ時からミミーキャスターとして出演。2020年4月9日から同年9月24日まで、木曜日の「我が家のヒカルご飯」リポーター[20]。2025年4月以降は、週代わり体制に変更。熊本放送アナウンサー・木村和也のアシスタント扱いとなり、出演日の次は原則、６週後となる。
- 津田ひかるのときめき！大阿蘇〜週末ASOトピ〜（金曜　2022年4月1日 - ）

テレビ

## 過去の出演番組等

### ラジオ
- 居酒屋英太郎
  - 『アルバイト』のひとりで第4・5週を担当（5週目は2020年6月29日[21] - 2022年1月31日、4週目は2021年3月22日 - 7月末。ミミー時代の2016年10月[22]-2017年3月[23]にかけてもアルバイトとして隔週出演しており、3年振りの再起用であった）
- 土曜だ!!江越だ!? - 「日産情報」リポーター[24]（2020年8月1日 - 2023年末)
- 糸永 大輔ラジオやってます - リポーター（不定期。2020年11月頃 - 2024年)

### テレビ
RKKテレビ
- からふる（金曜9:55 - 10:25）

その他